# Jim Taylor (football américain)
Pour les articles homonymes, voir Jim Taylor et Taylor.
Pro Football Hall of Fame 1976
(en) Statistiques sur pro-football-reference
James Charles Taylor, dit Jim Taylor, né le 20 septembre 1935 à Bâton-Rouge en Louisiane et mort le 13 octobre 2018 dans la même ville, est un joueur américain de football américain. Il évolua au poste de running back (fullback).

## Carrière sportive
Jim Taylor joua pour les LSU Tigers de l'université d'État de Louisiane.
Il est drafté à la 15e place (deuxième tour) en 1958 par les Packers de Green Bay. Il joue avec cette franchise jusqu'en 1966 avec laquelle il remporte trois championnats (1961, 1962 et 1965) et le premier Super Bowl (I). Il est d'ailleurs nommé meilleur joueur de la NFL selon Associated Press en 1962. Aux Packers, il réalise de nombreux records à la course qui tiendront jusqu'à Ahman Green.
En 1967, il signe aux Saints de La Nouvelle-Orléans pour une saison.
Il a été sélectionné cinq fois au Pro Bowl (1960, 1961, 1962, 1963 et 1964) et six fois en All-Pro (1960, 1961, 1962, 1963, 1964 et 1966).

## Postérité
Son maillot a été retiré par les Saints, il a été sélectionné pour l'équipe NFL de la décennie 1960 et a été intégré au Pro Football Hall of Fame en 1976.